# Viktória Győri-Lukács
Dans le nom hongrois Győri-Lukács Viktória, le nom de famille précède le prénom, mais cet article utilise l’ordre habituel en français Viktória Győri-Lukács, où le prénom précède le nom.
Viktória Győri-Lukács, née Viktória Lukács le 31 octobre 1995 à Budapest, est une handballeuse internationale hongroise évoluant au poste d'ailière droite. Elle est femme du handballeur hongrois Mátyás Győri (en).

## Palmarès

### Club
Sauf précision, le palmarès est obtenu avec le Győri ETO KC.
Compétitions internationales
- Ligue des champions (C1) :
  - Vainqueur (1) : 2024, 2025
  - Finaliste (1) : 2022
- Coupe des vainqueurs de coupe (C1) :
  - Vainqueur (1) : 2012 (avec FTC)

Compétitions nationales
- Championnat de Hongrie
  - Champion (3) : 2015 (avec FTC), 2022 et 2023
  - Vice-champion (2) : 2021, 2024
- Coupe de Hongrie
  - Vainqueur (2) : 2017 (avec FTC) et 2021
  - Finaliste (7) : 2022, 2023, 2024

### Sélection nationale
autres
- finaliste du championnat d'Europe junior en 2013[2]

### Distinctions individuelles
- élue meilleure ailière droite de la Ligue des champions en 2021